# Хертвісі
Фортеця Хертвісі (груз. ხერთვისის ციხე) — одна з найстаріших фортець Грузії, яка функціонувала протягом усього грузинського феодального періоду. Фортеця розташована на півдні Грузії, в регіоні Месхеті, на високому скелястому пагорбі у вузькому каньйоні при злитті річок Мткварі та Паравані.

## Історія

### Ранні згадки
Вперше фортеця була побудована у ІІ столітті до н. е. Відповідно до переказів грузинського літописця Леонті Мровелі, які ґрунтуються на усній традиції, — під час підкорення сходу у 20-х роках IV століття до н.е. Олександр Великий відвідав Хертвісі під час відвідин й інших фортечних міст (історична наука не погоджується з версією походу Олександра Великого в Грузію). У 985 році на території фортеці була побудована церква, а нинішні стіни були зведені в 1354 році.

### Середньовіччя і пізніше використання
У ХІ-ХІІ століттях фортеця була центром регіону Месхеті. Протягом ХІІ століття вона переросла у містечко. У XIII столітті воно було знищене монголами, а до XV століття втратило свою силу. У XV столітті фортеця належала поміщикам Месхеті з родини Джакелі. 
Фортеця Хертвісі розташовувалася на важливому шляху, під її підпорядкуванням знаходились території у межах річок Мткварі та Паравані. Протягом XVI століття фортеця Хертвісі перебувала відповідно під правлінням Камкамідзе, Хертвісарів, Аматаків і Шалікашвілі.
У 1578 році Арфаксад — син Іотама — захопив фортецю Хертвісі разом з іншими фортецями в Джавахетії під час османської експансії на південь Грузії. Пізніше вона була центром османської адміністративної одиниці, яка належала до Османської імперії протягом наступних 300 років. У 70-х роках XVIII століття фортецю було взято царем Іраклієм II під час Російсько-турецької війни (1828—1829), а в 1828 році її було визволено російською армією.

## Архітектура
Фортеця Хертвісі була кілька разів перебудована, помітний будівельний шар раннього Середньовіччя. Фортеця складається із цитаделі і стіни. Цитадель стоїть на вузькому, скелястому краю гори, вона недоступна з північно-східного боку. Вода постачалася тунелем, який розташований на північно-західній стороні.

## Сьогодення
24 жовтня 2007 року Міністерство культури, охорони пам'ятників та спорту Грузії подало заявку на внесення фортеці Хертвісі й печерного монастирського комплексу Вардзіа до списку Всесвітньої спадщини ЮНЕСКО.

## Галерея

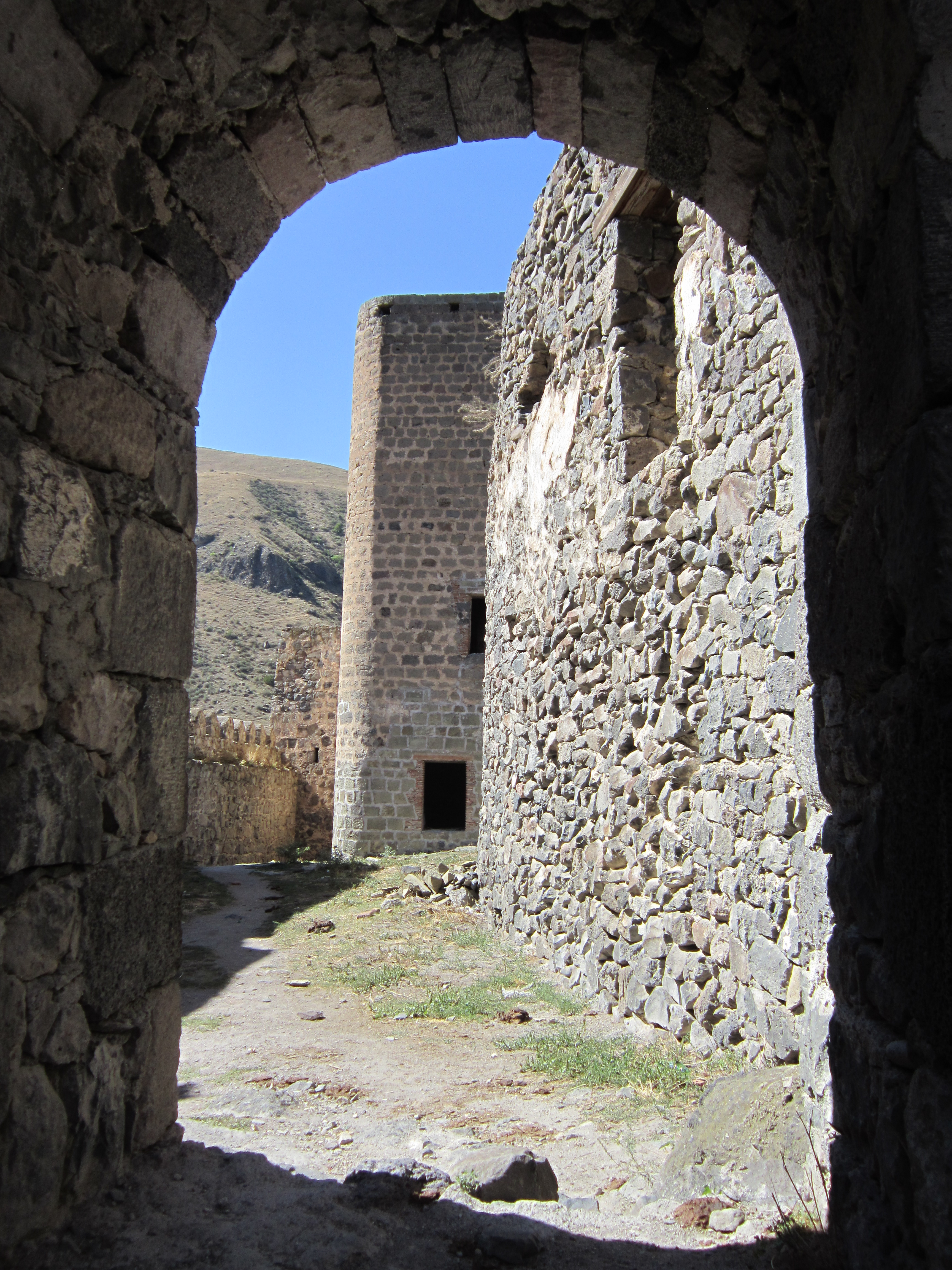
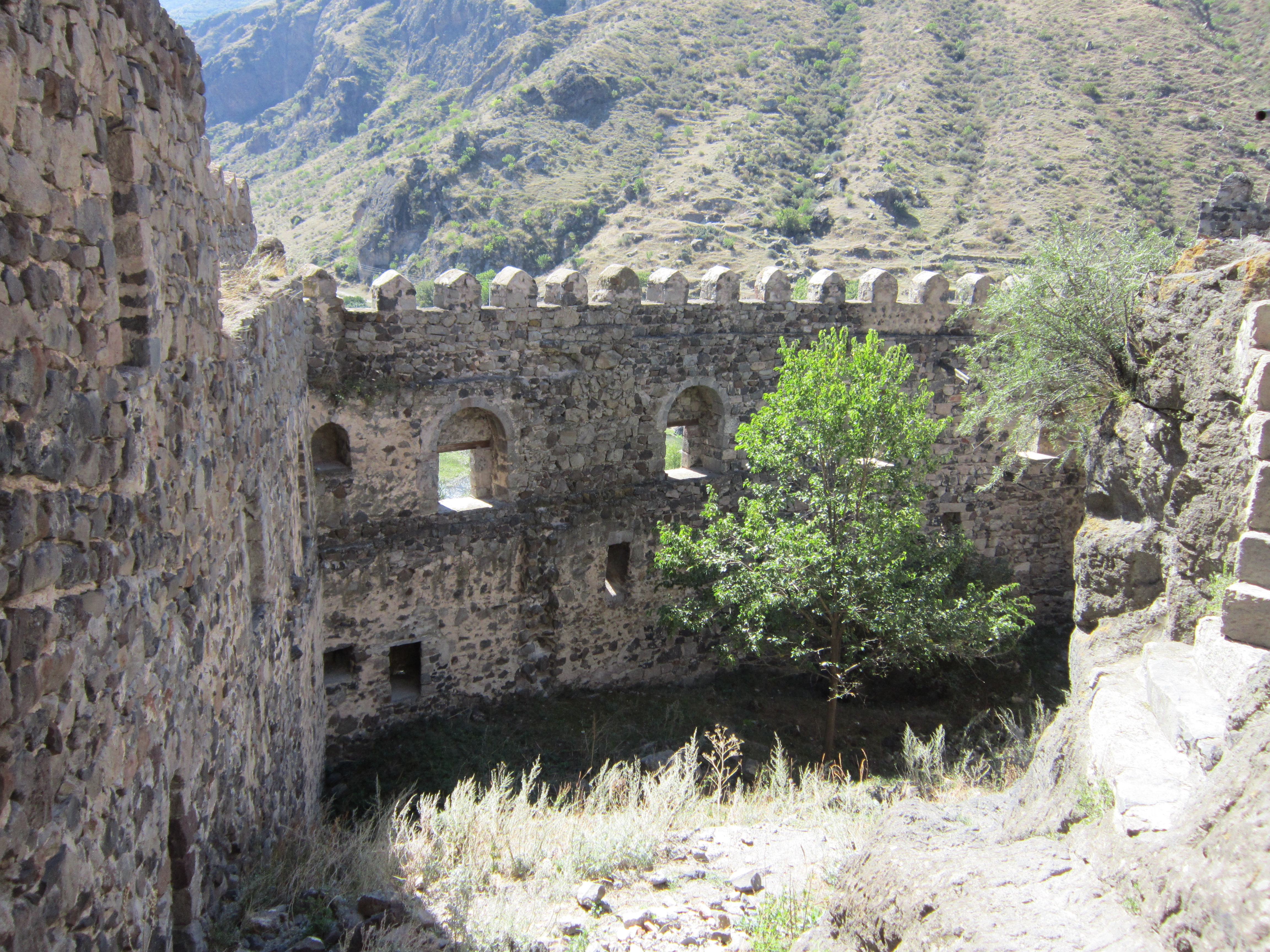
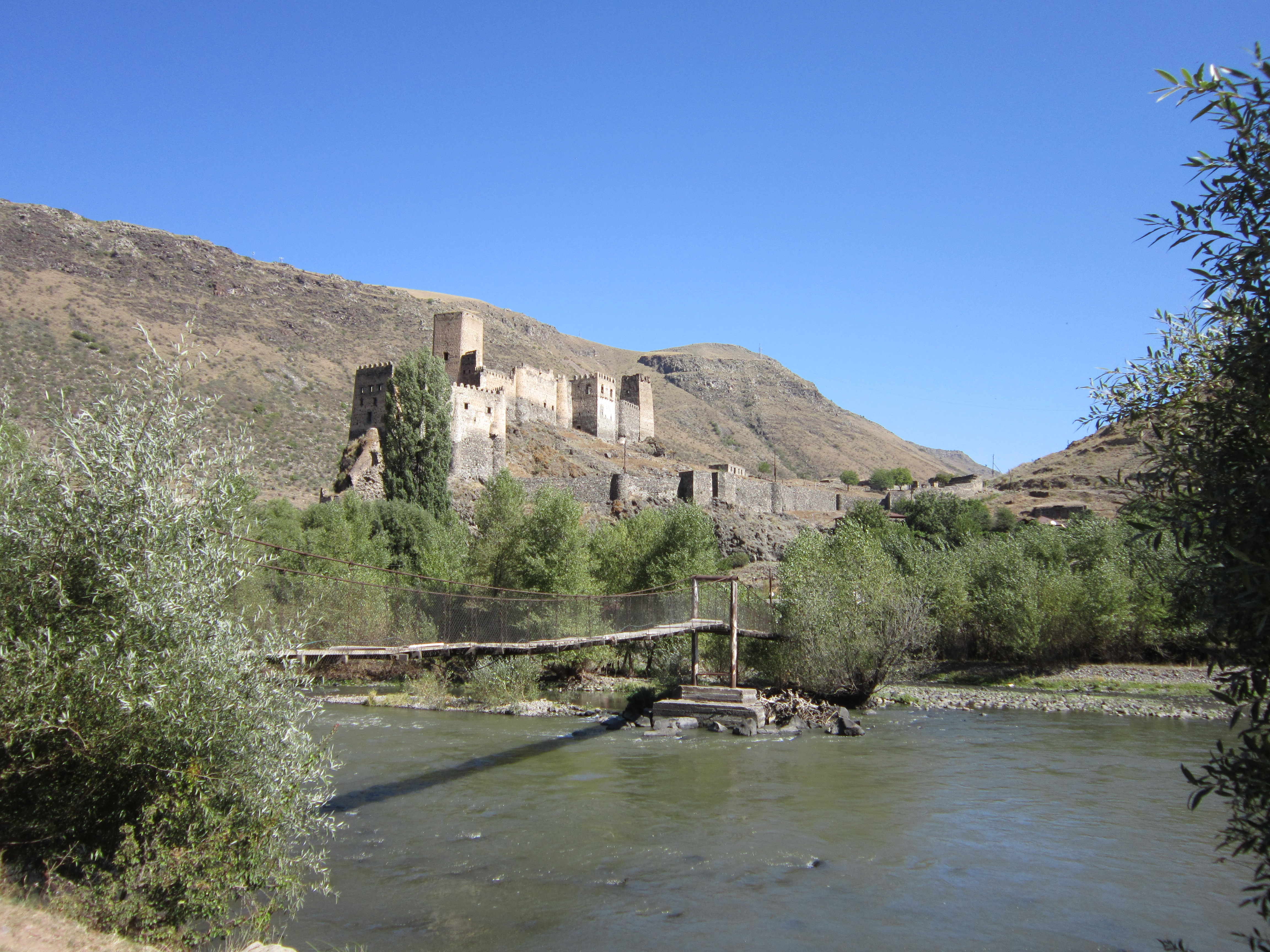
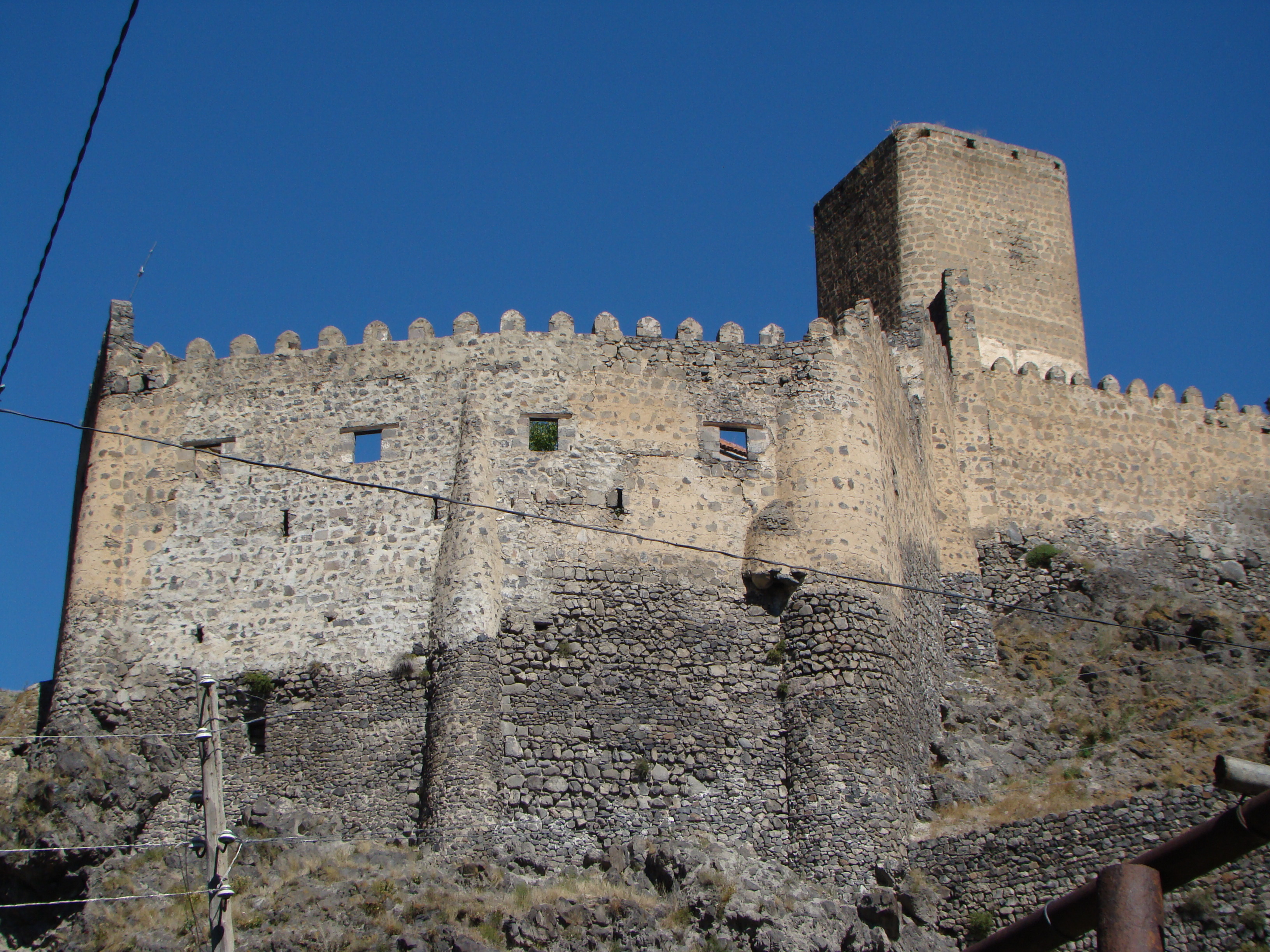
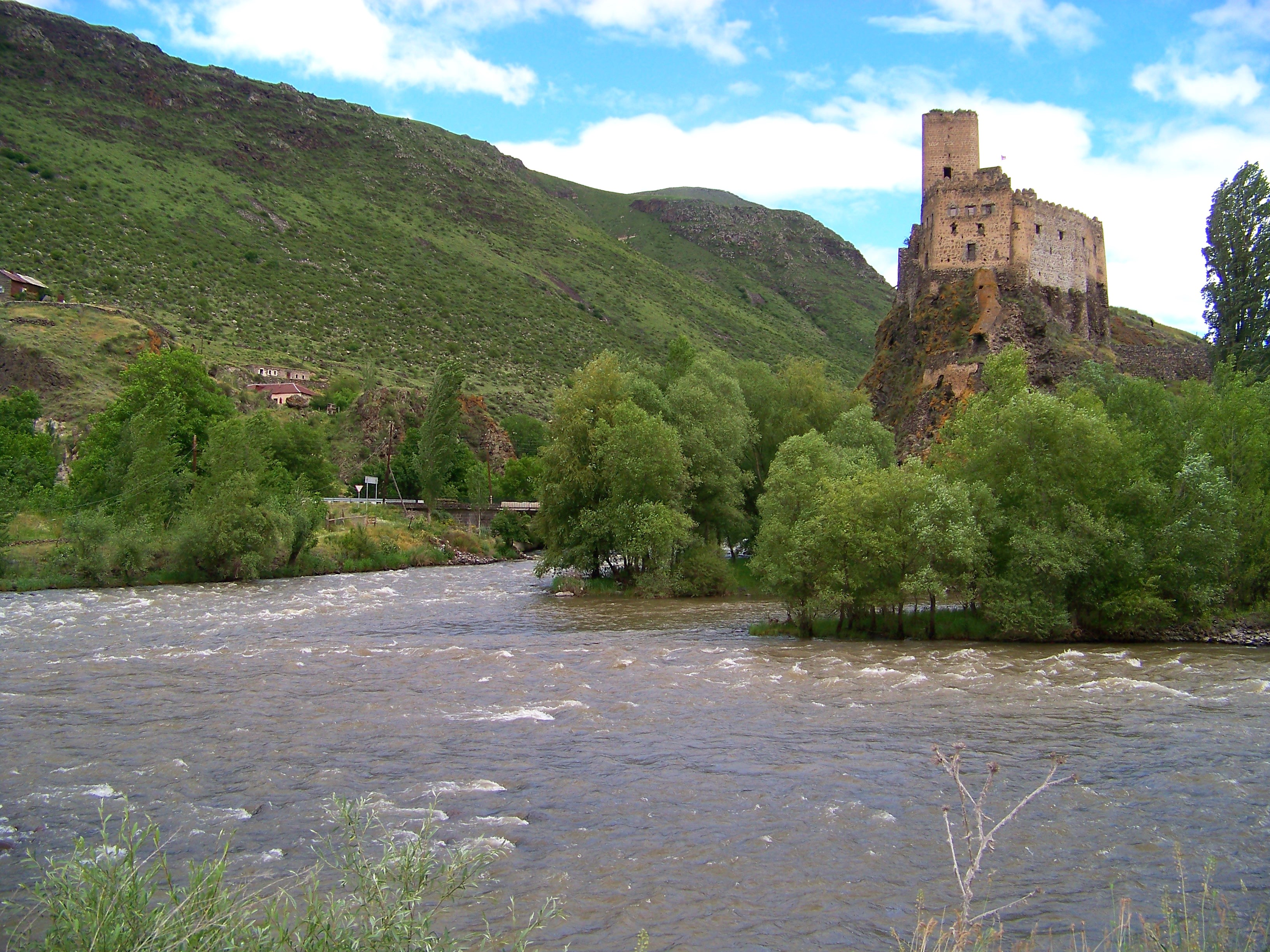
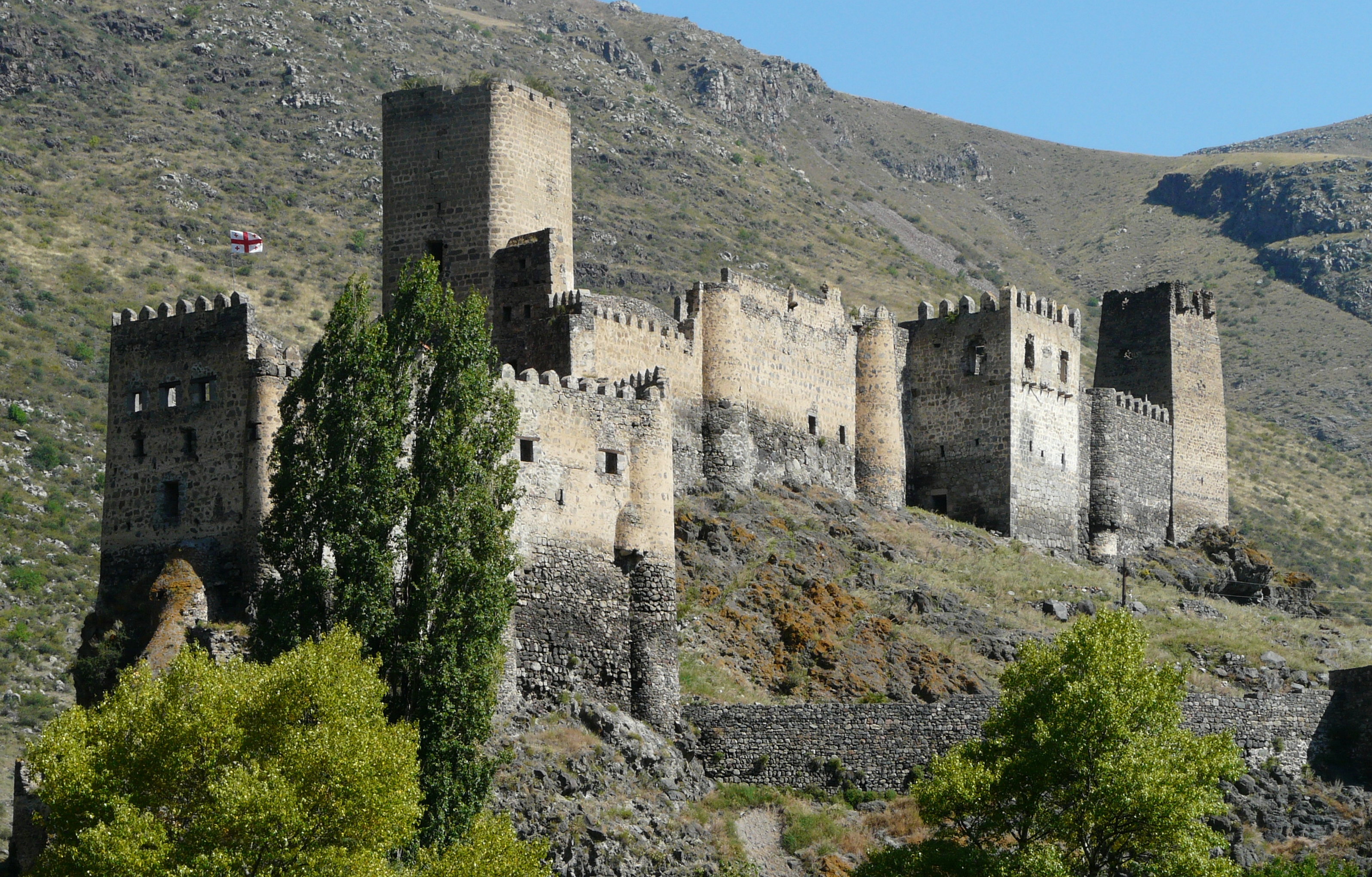
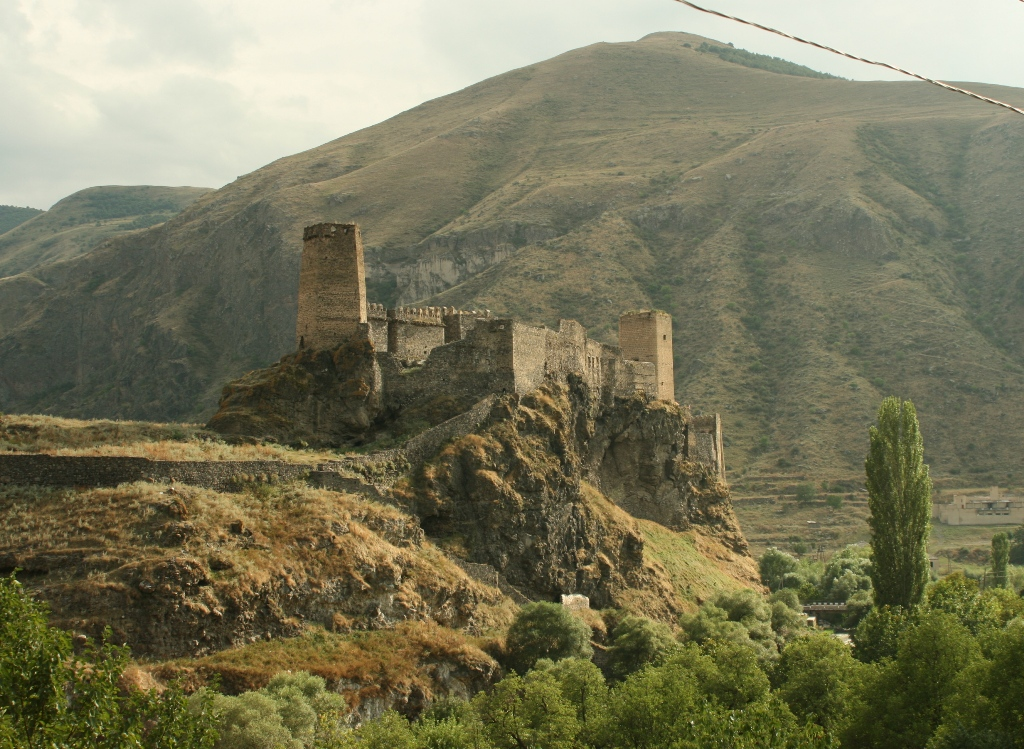